# Xangri-La
|  | Per a altres significats, vegeu «Shangri-La». |

Xangri-La és un lloc fictici situat entre muntanyes asiàtiques (potser al Tibet) que ha esdevingut sinònim del paradís. El nom va sorgir d'una novel·la de James Hilton el 1933, Lost Horizon (Horitzons perduts), que recollia llegendes antigues. Xangri-La és la meta de viatges d'aventures per excel·lència, en un mite similar al de sant Graal. Fins i tot va provocar un viatge real d'uns governants nazis, que creien que allà trobarien restes de l'ètnia ària primigènia. La popularitat del mite ha fet que aparegui en diverses cançons, còmics i videojocs i que llocs de descans o recreació s'hagin batejat amb aquest nom.